# شیپاچنو
شیپاچنو (به لاتین: Šipačno) یک منطقهٔ مسکونی در مونته‌نگرو است که در شهرداری نیکشیچ واقع شده‌است. شیپاچنو ۲۳۷ نفر جمعیت دارد.